# 푸틴 (음식)
푸틴(프랑스어: poutine)은 캐나다의 감자 요리이다. 감자 튀김에 치즈 커드와 브라운 그레이비를 곁들인 음식으로, 1950년대 후반 상트르뒤케베크 지역에서 만들어졌다. 캐나다의 국민 음식 가운데 하나로 여겨진다. 위안을 주는 음식으로 여겨지며, 해장 음식으로도 사랑받는다.

## 이름
프랑스어 "푸틴(poutine)"의 어원은 불분명하다. 오크어 "푸팅고(potinga)"나 영어 "푸딩(pudding )"과 관련이 있다는 설이 있다.

## 만들기
감자 튀김은 일반적인 프렌치 프라이와 비슷한 굵기이며, 겉이 바삭바삭하고 속은 부드럽도록 튀긴다. 더 바삭바삭하도록 두 번 튀기는 경우도 있다. 치즈 커드를 올리고, 브라운 그레이비를 부어 낸다. 그레이비는 전통적으로 닭고기나 쇠고기, 야채즙으로 만든 연한 것이 사용되며, 소금과 후추 등으로 약하게 조미한다. 푸틴에 올리는 그레이비가 "소스 브륀(sauce brune)"이라 불리기도 한다. 

## 같이 보기
- 치즈 프라이